# Ministerio de la Defensa Nacional (El Salvador)

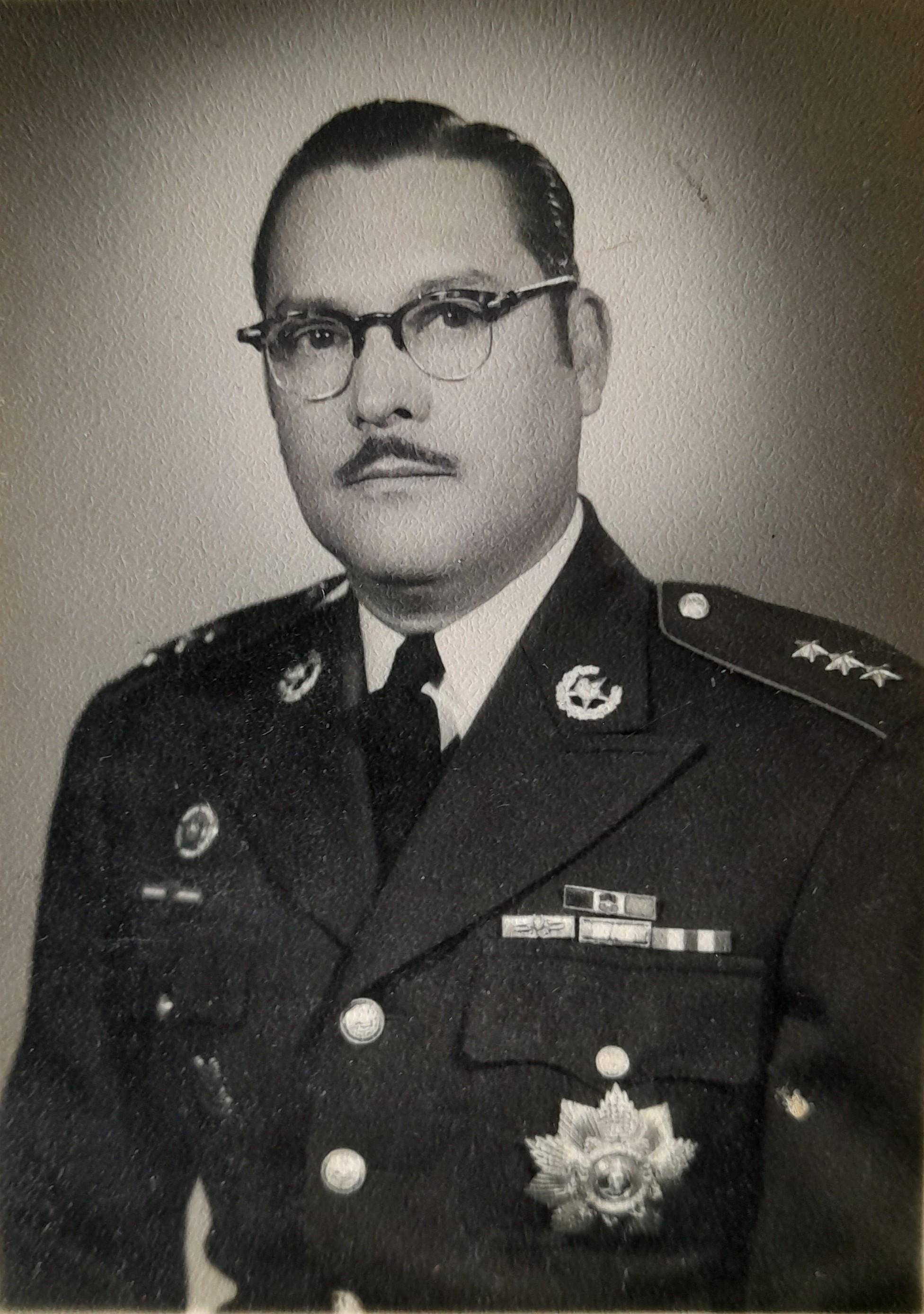
(1953 - 1956)

El Ministerio de la Defensa Nacional de El Salvador, es uno de los organismos superiores de la Fuerza Armada de este país. Según el Art. 31 del Reglamento Interno del órgano Ejecutivo, es presidido por el ministro de la Defensa, quien tiene como función principal asesorar al presidente de la República y comandante general de la Fuerza Armada, en lo relativo a la política de defensa nacional; y ejercer la dirección superior de este Ministerio, siendo el conducto de comunicación de todas las órdenes y disposiciones emanadas de la Comandancia General hacia los diferentes escalones de mando de la Fuerza Armada, a través del Estado Mayor Conjunto de la Fuerza Armada.

## Historia

### Antecedentes
Si bien la fuerza armada salvadoreña fue creada el 7 de mayo de 1824 y la primera Constitución entró en vigencia el 12 de junio de 1824; en el entonces Estado de El Salvador (en la República Federal de Centroamérica), debido principalmente a sus precarias condiciones económicas, las diferentes funciones ejecutivas estarían unidas en la Secretaría o Ministerio General, dentro de la cual había cuatro escribientes, uno de los cuales era el de Hacienda y Guerra.
Sería hasta el 8 de junio de 1825 (siendo jefe supremo del estado Juan Vicente Villacorta, en tiempos que El Salvador era parte de la República Federal de Centroamérica) cuando se decide crear una institución encargada de los aspectos tanto militares como administrativos del gobierno y el país, creándose el Ministerio de Hacienda y Guerra (es de mencionar que en ocasiones a estas instituciones se les ha denominado secretarías, lo que no debe confundirse con las secretarías de la Presidencia). Sin embargo, el 15 de febrero de 1826, se decide organizar todo nuevamente en un solo Ministerio General. Según Alejandro Marure, el Estado contaría nuevamente con un Secretario o Ministro de Hacienda y Guerra en los siguientes años: 1832, que lo ejercería Joaquín Durán; en 1839, el Coronel Antonio José Cañas; 1840, el General Nicolás Espinoza; y en 1841, en que se sucederían sucesivamente José Miguel Montoya, Enrique Nuila, y Tadeo Lima; volviendo luego de ello la situación a su forma original.
El 12 de febrero de 1858, en la presidencia de Miguel Santín del Castillo, se decide separar las subsecretarías del Ministerio General y convertirlas en sus propios ministerios o secretarías, siendo una de ellas el Ministerio de Hacienda y Guerra.
El 2 de febrero de 1884, el presidente Rafael Zaldívar decidiría crear el Ministerio de Guerra y Fomento, nombrándose para el cargo al general Adán Mora. Pero después de que Zaldívar fuese destituido, dicha institución volvería a combinarse con la de hacienda en la "Secretaría de Hacienda, Crédito público, Guerra y Marina".

### Origen y cambios de nombre
Sería en el año 1900, en la presidencia del General Tomás Regalado, que se crea definitivamente el Ministerio o Secretaría de Guerra, siendo su primer propietario el general Fernando Figueroa.
Su nombre completo original era Ministerio de Guerra y Marina; y lo sería hasta el 24 de marzo de 1927, en el gobierno de Pío Romero Bosque, cuando pasaría a denominarse como Ministerio de Guerra, Marina y Aviación; posteriormente, en marzo de 1939, en tiempos de Maximiliano Hernández Martínez, pasaría a denominarse Ministerio de Defensa. En esos tiempos (y hasta la firma de los Acuerdos de Paz en 1992), estaba constituido por dos ramos: Defensa nacional (la fuerza armada) y Seguridad Pública (los Cuerpos de seguridad). A partir de los Acuerdos de Paz su nombre sería el de Ministerio de la Defensa Nacional, que conserva en la actualidad.

## Funciones y atribuciones
Según el Art. 32 de la Ley Orgánica de la Fuerza Armada de El Salvador, las funciones del Ministro de la Defensa Nacional incluyen:
- Representar ante el Órgano Ejecutivo el punto de vista e intereses de la Fuerza Armada, en la discusión y análisis de los problemas nacionales en lo que se refiere a su función constitucional, y ante el Órgano Legislativo, cuando fuere necesario;
- Fomentar por todos los medios la eficiencia operativa y administrativa de la Fuerza Armada;
- Velar por el mejoramiento de la situación económica y social del personal de la Fuerza Armada, sometiendo a la consideración del Presidente de la República, los anteproyectos de Leyes y Reglamentos que fueren necesarios;
- Formar parte del Consejo de Seguridad Nacional;
- Concurrir a las reuniones del Consejo de Ministros.

El Ministerio de la Defensa Nacional tiene otras atribuciones incluidas en el Reglamento Interno del Órgano Ejecutivo:
- Organizar y mantener la Fuerza Armada, inspeccionar el estado del armamento, munición y equipo de la misma y velar por el cumplimiento de las normas de disciplina, instrucción, orden y ética del personal y otras prescripciones acordadas por la superioridad;
- Efectuar visitas a los cuerpos militares y de seguridad pública, para enterarse de las condiciones de vida de sus integrantes y del cumplimiento de reglamentos, disposiciones internas y órdenes de carácter permanente;
- Inspeccionar las instalaciones militares y supervisar el funcionamiento de maestranzas, escuelas y academias militares;
- Determinar y regular el retiro del personal de la Fuerza Armada y emitir los acuerdos correspondientes a la asignación de pensiones y montepíos militares del personal al que no le es aplicable la Ley del Instituto de Previsión Social de la Fuerza Armada. Asimismo custodiará la documentación correspondiente a las Plicas Cesionarias de Montepíos Militares del personal antes mencionado;
- El manejo y canje de prisioneros de guerra de conformidad a convenios suscritos en base al Derecho Internacional;
- Otorgar ascensos y elaborar el Escalafón General de la Fuerza Armada;
- Autorizar altas, licenciamiento, reemplazos de la tropa y exoneraciones del servicio por incapacidad y otras causas de conformidad a la reglamentación correspondiente;
- Mantener la fuerza permanente de la Institución Armada y reservas;
- Instalación de bases navales y astilleros militares;
- Aviación militar, adquisición de terrenos para aeropuertos y pistas de aterrizaje; adquisición de aeronaves militares, establecimiento de escuelas de aviación militar y talleres de reparación de naves aéreas de guerra;
- Permitir y controlar la fabricación, importación, exportación, comercio, tenencia y portación de armas; municiones, explosivos y artículos similares, de conformidad a las disposiciones legales respectivas;
- Control de toda actividad subversiva y terrorista que atente contra la seguridad interna;
- Fijar anualmente los efectivos de la Fuerza Armada de acuerdo a las necesidades del servicio;
- Las demás atribuciones que se establezcan por Ley o Reglamento.

## Lista de Ministros
| N.º  | Retrato | Ministro                                                           | Inicio                   | Fin                      | Duración                          | Partido/Rama militar                               | Ref           |
| ---- | ------- | ------------------------------------------------------------------ | ------------------------ | ------------------------ | --------------------------------- | -------------------------------------------------- | ------------- |
| 1    |         | General de Brigada Fernando Figueroa (1849–1919)                   | 1 de marzo de 1900       | 1 de marzo de 1903       | 3 años                            | Liberal/Ejército                                   | [ 7 ]         |
| 2    |         | General de Brigada Tomás Regalado (1861–1906)                      | 1 de marzo de 1903       | 11 de julio de 1906      | 3 años, 4 meses y 10 días         | Liberal/Ejército                                   | [ 7 ]         |
| (1)  |         | General de Brigada Fernando Figueroa (1849–1919)                   | 11 de julio de 1906      | 1 de marzo de 1911       | 4 años, 7 meses y 21 días         | Liberal/Ejército                                   | [ 7 ]         |
| 3    |         | General de Brigada José María Peralta Lagos (1873–1944)            | 1 de marzo de 1911       | 9 de febrero de 1913     | 1 año, 11 meses y 8 días          | Ejército                                           | [ 7 ]         |
| 4    |         | General de Brigada Luis Alonso Barahona (?–?)                      | 9 de febrero de 1913     | ? agosto de 1915         | 2 años, 6 meses y 22 días c.      | Ejército                                           | [ 7 ]         |
| 5    |         | Doctor Enrique Córdova (?–?)                                       | ? agosto de 1915         | 1 de marzo de 1923       | 7 años y 7 meses c.               | Partido Nacional Democrático                       | [ 7 ]         |
| 6    |         | Doctor Pío Romero Bosque (1860–1935)                               | 1 de marzo de 1923       | 1 de marzo de 1927       | 4 años                            | Partido Nacional Democrático                       | [ 7 ]         |
| 7    |         | Doctor Alberto Gómez Zárate (?–?)                                  | 1 de marzo de 1927       | ? mayo de 1930           | 3 años, 2 meses y 30 días c.      | Partido Nacional Democrático                       | [ 7 ]         |
| (6)  |         | Doctor Pío Romero Bosque (1860–1935)                               | ? mayo de 1930           | 1 de marzo de 1931       | -1 años, 10 meses y 1 día c.      | Partido Nacional Democrático                       | [ 7 ]         |
| 8    |         | General de Brigada Maximiliano Hernández Martínez (1882–1966)      | 1 de marzo de 1931       | 2 de diciembre de 1931   | 9 meses y 1 día                   | Partido Nacional Republicano/Ejército              | [ 7 ]         |
| –    |         | Coronel Osmín Aguirre y Salinas (1889–1977) Acting                 | 2 de diciembre de 1931   | 4 de diciembre de 1931   | 2 días                            | Ejército                                           | [ 7 ]         |
| –    |         | Coronel Joaquín Valdéz (1906–1957) interino                        | 4 de diciembre de 1931   | 1 de marzo de 1935       | 3 años, 2 meses y 28 días         | Ejército                                           | [ 7 ]         |
| 9    |         | General de Brigada Andrés Ignacio Menéndez (1879–1962)             | 1 de marzo de 1935       | 9 de mayo de 1944        | 2 meses y 8 días                  | Partido Nacional Pro-Patria/Ejército               | [ 7 ]         |
| –    |         | General de Brigada Fidel Cristino Garay (?–?) interino             | 9 de mayo de 1944        | 20 de octubre de 1944    | 5 meses y 11 días                 | Ejército                                           | [ 7 ]         |
| –    |         | Coronel Salvador Peña Trejo (?–?) interino                         | 20 de octubre de 1944    | 1 de marzo de 1945       | 4 meses y 12 días                 | Ejército                                           | [ 7 ]         |
| 10   |         | General de Brigada Salvador Castaneda Castro (1888–1965)           | 1 de marzo de 1945       | 30 de marzo de 1945      | 24 años y 1 mes c.                | Partido de Unificación Social Democrática/Ejército | [ 7 ]         |
| 11   |         | General de Brigada Mauro Espínola Castro (?–?)                     | 31 de marzo de 1945      | 14 de diciembre de 1948  | 3 años, 9 meses y 13 días c.      | Ejército                                           | [ 7 ]         |
| –    |         | Teniente Coronel Fidel Rodríguez Quintanilla (?–?) interino        | 14 de diciembre de 1948  | 14 de septiembre de 1950 | 1 año y 9 meses                   | Ejército                                           | [ 7 ]         |
| 12   |         | Teniente Coronel Óscar Adán Bolaños (1912–1995)                    | 14 de septiembre de 1950 | 9 de diciembre de 1953   | 3 años, 2 meses y 24 días c.      | Ejército                                           | [ 7 ]         |
| 13   |         | Coronel Marco Antonio Molina (?–?)                                 | 9 de diciembre de 1953   | 14 de septiembre de 1956 | 2 años, 9 meses y 5 días c.       | Ejército                                           | [ 7 ]         |
| 14   |         | General de Brigada Adán Parada (?–?)                               | 14 de septiembre de 1956 | 20 de octubre de 1960    | 3 años, 1 mes y 6 días            | Ejército                                           | [ 7 ]         |
| –    |         | Teniente Coronel Alonso Castillo Navarrete (?–?) interino          | 20 de octubre de 1960    | 25 de enero de 1961      | 3 meses y 5 días                  | Ejército                                           | [ 7 ]         |
| –    |         | Teniente Coronel Armando Molina Mena (?–?) interino                | 25 de enero de 1961      | ? mayo de 1961           | 4 meses y 6 días c.               | Ejército                                           | [ 7 ]         |
| –    |         | Mayor Óscar Rodríguez Simó (?–?) interino                          | ? mayo de 1961           | ? noviembre de 1961      | 6 meses y 29 días c.              | Ejército                                           | [ 7 ]         |
| –    |         | Coronel Armando Díaz Liévano (?–?) interino                        | ? noviembre de 1961      | 1 de julio de 1962       | 8 meses c.                        | Ejército                                           | [ 7 ]         |
| 15   |         | Coronel Marco Aurelio Zacapa (?–?)                                 | 1 de julio de 1962       | 1 de julio de 1967       | 5 años                            | Ejército                                           | [ 7 ]         |
| 16   |         | General de Brigada Fidel Torres (?–?)                              | 1 de julio de 1967       | 1 de julio de 1972       | 5 años                            | Ejército                                           | [ 7 ]         |
| 17   |         | General de Brigada Carlos Humberto Romero (1924–2017)              | 1 de julio de 1972       | 1 de julio de 1977       | 5 años                            | Partido de Conciliación Nacional/Ejército          | [ 7 ]         |
| 18   |         | General de División Federico Castillo Yanes (?–2013)               | 1 de julio de 1977       | 15 de octubre de 1979    | 2 años, 3 meses y 14 días         | Ejército                                           | [ 7 ]         |
| –    |         | General de Brigada José Guillermo García (nacido en 1933) interino | 15 de octubre de 1979    | 30 de abril de 1983      | 3 años, 6 meses y 15 días c.      | Ejército                                           | [ 7 ]         |
| 19   |         | General de Brigada Carlos Eugenio Vides Casanova (nacido en 1937)  | 31 de abril de 1983      | 1 de mayo de 1989        | 6 años, 1 mes y 30 días c.        | Ejército                                           | [ 7 ] [ 9 ]   |
| 20   |         | General de Brigada Rafael Humberto Larios López (nacido en 1937)   | ? mayo de 1989           | ? agosto de 1990         | 1 año, 3 meses y 29 días c.       | Ejército                                           | [ 7 ]         |
| 21   |         | General de Brigada René Emilio Ponce (1947–2011)                   | ? agosto de 1990         | ? junio de 1993          | 2 años, 10 meses y 29 días c.     | Ejército                                           | [ 7 ]         |
| 22   |         | General de Brigada Humberto Corado Figueroa (nacido en 1948)       | ? junio de 1993          | 1 de enero de 1996       | 2 años y 7 meses c.               | Ejército                                           | [ 7 ]         |
| 23   |         | Brigadier General Jaime Guzmán Morales (?–?)                       | 1 de enero de 1996       | 1 de enero de 1999       | 3 años                            | Ejército                                           | [ 7 ]         |
| 24   |         | General de Aviación Juan Antonio Martínez Varela (?–)              | 1 de enero de 1999       | 1 de junio de 2004       | 5 años y 5 meses                  | Fuerza Aérea                                       | [ 7 ]         |
| 25   |         | General de Brigada Otto Alejandro Romero Orellana (nacido en 1955) | 1 de junio de 2004       | 1 de enero de 2008       | 3 años y 7 meses                  | Ejército                                           | [ 7 ]         |
| 26   |         | General de División Jorge Alberto Molina Contreras (1956–)         | 1 de enero de 2008       | 1 de junio de 2009       | 1 año y 5 meses                   | Ejército                                           | [ 7 ] [ 10 ]  |
| 27   |         | Divisional General David Munguía Payés (nacido en ?)               | 1 de junio de 2009       | 23 de noviembre de 2011  | 2 años, 5 meses y 22 días         | Ejército                                           | [ 7 ]         |
| 28   |         | Brigadier General José Atilio Benítez Parada (nacido en 1958)      | 23 de noviembre de 2011  | 12 de julio de 2013      | 23 de diciembre de 2011 (-2 años) | Ejército                                           | [ 7 ]         |
| (27) |         | Divisional General David Munguía Payés (nacido en ?)               | 12 de julio de 2013      | 1 de junio de 2019       | 5 años, 10 meses y 20 días        | Ejército                                           | [ 7 ]         |
| 29   |         | Vice Almirante René Merino Monroy (nacido en 1963)                 | 1 de junio de 2019       | 1 de junio de 2024       | 6 años y 19 días                  | Fuerza Naval                                       | [ 11 ] [ 12 ] |